# Catalogus Seminum et Sporarum
Catalogus Seminum et Sporarum (abreviado Cat. Sem. Spor. Hort. Bot. Univ. Imp. Tokyo) es un libro con descripciones botánicas escrito conjuntamente por Ninzō Matsumura y Takenoshin Nakai y editado en el año 1916 con el nombre de Catalogus Seminum et Sporarum in Horto Botanico Universitatis Imperialis Tokyoensis per annos 1915 et 1916 lectorums Imperialis Tokyoensis.